# Dogs of The Dow
Dogs of The Dow (en català: Gossos del Dow) és una popular estratègia d'inversió proposada per Michael B. O'Higgins el 1991 consistent a seleccionar 10 de les 30 accions de l'índex borsari Dow Jones Industrial Average (DJIA) que presentin la rendibilitat per dividend (dividend yield) més alta. L'estratègia assumeix que aquestes 10 accions, els Dogs of the Dow, tenen una rendibilitat per dividend més alta perquè són rebutjades pels inversors, de manera que han d'oferir una major dividend per atreure'ls. Això seria indicatiu que la companyia es troba al final del seu cicle negatiu i que els CEO de la companyia creuen que podran obtenir uns millors resultats. Així s'hauria d'invertir una mateixa quantitat en cadascuna de les 10 companyies i mantenir-les durant un any, moment en el qual es procediria un altre cop a seleccionar els 10 Dogs of the Dow. Algunes companyies continuaran a la cartera mentre que d'altres seran substituïdes. L'estratègia es basa en la hipòtesi dels mercats eficients segons la qual tota la informació ja està descomptada en el preu de l'acció de manera que un alt dividend relatiu a la resta d'accions del Dow ha d'implicar un major rendiment.
Adaptat al mercat espanyol, els «gossos» de l'IBEX 35 —els pitjors valors— del 2010 foren Gamesa (-50,8%), Bankinter (-41%) i Acciona (-41%), i els del mercat continu foren les Fergo (-83%), Quabit (-73%) i Seda de Barcelona (-74%). D'aquests, Bankinter i Acciona aconseguiren una revaloració l'any següent, el 2011, del 14% i 26% respectivament, molt per sobre de la del mercat —l'Ibex 35 caigué un 13%—, per bé que Gamesa acumulà noves pèrdues del 43%. Per la seva part Quabit cedí un 8%, Seda de Barcelona caigué un 19%, i la immobiliària Fergo continuà caient un 51%, mentre que la mitja del mercat continu fou una caiguda del 14,5%.